# I liga polska w koszykówce mężczyzn (2012/2013)
I liga polska w koszykówce mężczyzn 2012/2013 – 59. edycja drugiego poziomu rozgrywek koszykówki mężczyzn w Polsce, organizowana przez PZKosz. Triumfatorem rozgrywek został WKS Śląsk Wrocław.

## System rozgrywek
Etap I
- Sezon zasadniczy: mecze odbyły się systemem kołowym. Kluby z miejsc 1-8 będą uczestniczyły w drugim etapie w rywalizacji o miejsca 1-8 w fazie play-off o awans do Polskiej Ligi Koszykówki[1], kluby z miejsc 9-10 zakończyły udział w rozgrywkach, natomiast kluby z miejsc 11-16 uczestniczyły w fazie play-out.

Etap II
- Faza play-out: mecze odbyły się w parach 11-16, 12-15, 13-14. Rywalizacja toczyły się do trzech zwycięstw, a ich zwycięzcy utrzymali się w lidze, natomiast przegrani spadli do II ligi 2013/2014.
- Faza play-off: faza play-off odbyła się w trzech etapach – ćwierćfinały, półfinały oraz rywalizacja o 3. miejsce i finał. Gospodarzem pierwszych dwóch meczów w danej rywalizacja był klub, który zajął wyższe miejsce w tabeli sezonu zasadniczego.
  - Faza I (ćwierćfinały): mecze odbyły się w parach 1-8, 2-7, 3-6 oraz 4-5. Rywalizacja w parach toczyła się do trzech zwycięstw.
  - Faza II (półfinały): mecze odbyły się w parach 1/8 – 4/5 oraz 2/7 – 3/6. Rywalizacja w parach toczyła się  do trzech zwycięstw. Zwycięzcy rywalizacji awansowali do finału, natomiast przegrani grali w meczu o 3. miejsce.
  - Faza III:
    - o 3. miejsce: w rywalizacji zagrały kluby, które przegrały swoje rywalizacje w półfinale. Rywalizacja toczyła się systemem mecz i rewanż. Zwycięzca rywalizacji zajęła 3. miejsce w klasyfikacji końcowej.
    - Finał: w finale zagrały kluby, które wygrały swoje rywalizacje w półfinale. Rywalizacja toczyła się do trzech zwycięstw. Zwycięzca rywalizacji awansował do Polskiej Ligi Koszykówki 2013/2014.

## Nagrody
Kluby, które zajmą trzy pierwsze miejsca otrzymają puchary i nagrody finansowe w wysokości:
- za 1. miejsce – 15.000 zł
- za 2. miejsce – 10.000 zł
- za 3. miejsce – 5.000 zł

Natomiast zawodnicy i trenerzy tych klubów otrzymają pamiątkowe medale, odpowiednio złote, srebrne i brązowe.

## Kluby
- Astoria Bydgoszcz
- AZS Politechnika Poznań
- AZS Radex Szczecin
- AZS WSGK Kutno
- MKS Dąbrowa Górnicza
- MOSiR Krosno
- PC SIDEn Toruń
- Polonia Przemyśl
- SKK Siedlce
- Sokół Łańcut
- Spójnia Stargard Szczeciński
- Stal Ostrów Wielkopolski
- Start Lublin
- UMKS Kielce
- WKS Śląsk Wrocław
- Znicz Basket Pruszków

## Sezon zasadniczy

### Tabela końcowa
awans do play-off
     faza play-out
| Lp. | Drużyna                      | M  | Mecze | Mecze | Punkty | Punkty | Punkty | Punkty   | Pkt |
| Lp. | Drużyna                      | M  | W     | P     | +      | -      | +/-    | Stosunek | Pkt |
| --- | ---------------------------- | -- | ----- | ----- | ------ | ------ | ------ | -------- | --- |
| 1.  | WKS Śląsk Wrocław            | 30 | 27    | 3     | 2493   | 1954   | +539   | 0.9000   | 57  |
| 2.  | MKS Dąbrowa Górnicza         | 30 | 20    | 10    | 2380   | 2276   | +104   | 0.6667   | 50  |
| 3.  | AZS WSGK Kutno               | 30 | 20    | 10    | 2259   | 2088   | +171   | 0.6667   | 50  |
| 4.  | PC SIDEn Toruń               | 30 | 16    | 14    | 2146   | 2101   | +45    | 0.5333   | 46  |
| 5.  | Sokół Łańcut                 | 30 | 16    | 14    | 2207   | 2188   | +19    | 0.5333   | 46  |
| 6.  | Spójnia Stargard Szczeciński | 30 | 16    | 14    | 2049   | 2032   | +17    | 0.5333   | 46  |
| 7.  | MOSiR Krosno                 | 30 | 16    | 14    | 2260   | 2178   | +82    | 0.5333   | 46  |
| 8.  | Start Lublin                 | 30 | 16    | 14    | 2297   | 2298   | -1     | 0.5333   | 46  |
| 9.  | Stal Ostrów Wielkopolski     | 30 | 15    | 15    | 2326   | 2254   | +72    | 0.5000   | 45  |
| 10. | AZS Radex Szczecin           | 30 | 15    | 15    | 2228   | 2229   | -1     | 0.5000   | 45  |
| 11. | Znicz Basket Pruszków        | 30 | 14    | 16    | 2082   | 2098   | -16    | 0.4667   | 44  |
| 12. | Polonia Przemyśl             | 30 | 14    | 16    | 2127   | 2213   | -86    | 0.4667   | 44  |
| 13. | Astoria Bydgoszcz            | 30 | 13    | 17    | 2364   | 2471   | -107   | 0.4333   | 43  |
| 14. | AZS Politechnika Poznań      | 30 | 9     | 21    | 2073   | 2308   | -235   | 0.3000   | 39  |
| 15. | SKK Siedlce                  | 30 | 8     | 22    | 1934   | 2189   | -255   | 0.2667   | 38  |
| 16. | UMKS Kielce                  | 30 | 5     | 25    | 2014   | 2362   | -348   | 0.1667   | 35  |

### Wyniki
| Gospodarz/Gość               | BYD    | POZ    | SZC   | KUT   | DGR     | KRO   | TOR    | PRZ   | SIE   | ŁAŃ   | STG   | OST    | LUB   | KIE   | WRO   | PRU    |
| ---------------------------- | ------ | ------ | ----- | ----- | ------- | ----- | ------ | ----- | ----- | ----- | ----- | ------ | ----- | ----- | ----- | ------ |
| Astoria Bydgoszcz            | —      | 88–69  | 83–80 | 81–85 | 104–110 | 62–80 | 101–90 | 60–68 | 78–71 | 79–95 | 70–71 | 82–75  | 83–81 | 86–75 | 61–92 | 82–80  |
| AZS Politechnika Poznań      | 81–98  | —      | 58–62 | 68–61 | 64–71   | 67–85 | 73–60  | 56–58 | 77–74 | 51–66 | 68–59 | 72–104 | 71–86 | 65–73 | 72–51 | 61–55  |
| AZS Radex Szczecin           | 93–88  | 70–63  | —     | 68–65 | 70–65   | 76–78 | 81–76  | 80–69 | 58–67 | 82–61 | 98–73 | 75–95  | 74–85 | 82–74 | 86–81 | 81–92  |
| AZS WSGK Kutno               | 93–84  | 81–67  | 67–36 | —     | 75–73   | 72–76 | 74–67  | 79–58 | 64–52 | 80–85 | 58–54 | 74–66  | 89–59 | 77–51 | 55–96 | 80–74  |
| MKS Dąbrowa Górnicza         | 87–71  | 94–66  | 84–77 | 80–77 | —       | 86–77 | 76–66  | 72–64 | 96–66 | 72–64 | 70–72 | 72–83  | 84–83 | 90–74 | 78–87 | 93–77  |
| MOSiR Krosno                 | 86–90  | 75–78  | 67–61 | 78–87 | 97–75   | —     | 74–82  | 85–73 | 67–61 | 77–65 | 85–64 | 78–69  | 86–71 | 85–61 | 62–68 | 78–56  |
| PC SIDEn Toruń               | 92–77  | 77–68  | 72–79 | 68–67 | 75–68   | 74–66 | —      | 77–79 | 67–53 | 72–64 | 75–84 | 86–70  | 81–64 | 82–64 | 62–72 | 58–54  |
| Polonia Przemyśl             | 94–75  | 92–76  | 75–93 | 58–85 | 69–82   | 95–79 | 80–74  | —     | 60–72 | 77–68 | 74–56 | 79–70  | 85–98 | 64–65 | 72–86 | 52–51  |
| SKK Siedlce                  | 88–78  | 68–94  | 68–77 | 58–70 | 65–69   | 67–69 | 54–65  | 50–59 | —     | 54–88 | 47–78 | 64–97  | 64–75 | 66–58 | 58–83 | 83–65  |
| Sokół Łańcut                 | 97–71  | 83–76  | 70–67 | 90–87 | 82–89   | 72–68 | 57–61  | 65–60 | 64–68 | —     | 62–59 | 88–85  | 76–72 | 75–64 | 65–75 | 68–74  |
| Spójnia Stargard Szczeciński | 63–72  | 97–79  | 74–61 | 79–76 | 57–65   | 80–62 | 57–64  | 64–56 | 57–69 | 64–80 | —     | 51–75  | 70–56 | 67–62 | 71–75 | 55–44  |
| Stal Ostrów Wielkopolski     | 76–71  | 69–77  | 78–75 | 70–77 | 95–91   | 80–66 | 76–69  | 80–92 | 80–74 | 72–63 | 72–74 | —      | 88–65 | 88–54 | 64–87 | 70–81  |
| Start Lublin                 | 71–70  | 95–62  | 84–82 | 63–73 | 85–74   | 75–70 | 78–75  | 92–61 | 85–74 | 84–63 | 56–79 | 79–56  | —     | 79–77 | 52–85 | 105–87 |
| UMKS Kielce                  | 66–92  | 82–76  | 66–84 | 65–89 | 81–86   | 71–76 | 55–69  | 73–77 | 47–83 | 59–75 | 71–68 | 68–77  | 89–87 | —     | 79–90 | 68–73  |
| WKS Śląsk Wrocław            | 104–53 | 107–61 | 77–57 | 91–67 | 94–62   | 75–74 | 75–67  | 75–66 | 83–35 | 96–67 | 75–80 | 88–72  | 97–67 | 78–62 | —     | 75–69  |
| Znicz Basket Pruszków        | 58–74  | 67–57  | 74–63 | 73–75 | 59–66   | 65–54 | 61–43  | 75–61 | 81–61 | 93–89 | 55–72 | 82–74  | 73–65 | 76–60 | 58–75 | —      |

### Mecz po meczu – zwycięstwa, porażki
| Drużyna \ Mecz               | 1                 | 2 | 3 | 4 | 5 | 6 | 7 | 8 | 9 | 10 | 11 | 12 | 13 | 14 | 15 | 16 | 17 | 18 | 19 | 20 | 21 | 22 | 23 | 24 | 25 | 26 | 27 | 28 | 29 | 30 | Poz. |     |
| ---------------------------- | ----------------- | - | - | - | - | - | - | - | - | -- | -- | -- | -- | -- | -- | -- | -- | -- | -- | -- | -- | -- | -- | -- | -- | -- | -- | -- | -- | -- | ---- | --- |
| Drużyna \ Mecz               | Astoria Bydgoszcz | P | P | P | Z | P | P | P | Z | Z  | P  | Z  | Z  | P  | P  | Z  | P  | P  | Z  | P  | Z  | P  | P  | Z  | Z  | P  | Z  | P  | Z  | Z  | P    | 13. |
| AZS Politechnika Poznań      | P                 | P | P | P | P | P | Z | P | P | P  | P  | P  | P  | P  | Z  | P  | P  | Z  | P  | Z  | P  | P  | P  | Z  | Z  | P  | Z  | Z  | P  | Z  | 14.  |     |
| AZS Radex Szczecin           | P                 | P | P | Z | P | Z | P | Z | P | P  | P  | P  | Z  | P  | P  | P  | P  | Z  | P  | P  | Z  | Z  | P  | Z  | Z  | P  | Z  | P  | Z  | P  | 10.  |     |
| AZS WSGK Kutno               | Z                 | P | Z | Z | P | P | Z | Z | Z | Z  | P  | Z  | Z  | Z  | P  | Z  | Z  | Z  | Z  | P  | Z  | P  | P  | P  | Z  | P  | Z  | Z  | Z  | P  | 3.   |     |
| MKS Dąbrowa Górnicza         | Z                 | Z | Z | P | Z | Z | Z | P | P | P  | Z  | Z  | Z  | Z  | Z  | P  | Z  | P  | Z  | P  | P  | Z  | P  | P  | Z  | P  | Z  | Z  | Z  | Z  | 2.   |     |
| MOSiR Krosno                 | P                 | Z | Z | Z | P | Z | Z | P | Z | P  | Z  | P  | Z  | Z  | P  | Z  | P  | Z  | P  | Z  | P  | Z  | Z  | P  | P  | Z  | Z  | P  | P  | P  | 7.   |     |
| PC SIDEn Toruń               | Z                 | Z | P | Z | Z | Z | P | P | Z | Z  | P  | P  | P  | P  | Z  | Z  | Z  | Z  | P  | Z  | P  | Z  | Z  | P  | Z  | Z  | Z  | P  | Z  | P  | 4.   |     |
| Polonia Przemyśl             | Z                 | P | P | P | Z | Z | P | Z | Z | P  | P  | Z  | P  | Z  | P  | Z  | Z  | P  | P  | Z  | Z  | P  | Z  | P  | P  | Z  | P  | P  | P  | Z  | 12.  |     |
| SKK Siedlce                  | P                 | Z | P | Z | Z | P | P | P | P | P  | P  | Z  | Z  | P  | P  | P  | P  | P  | P  | P  | P  | P  | P  | Z  | Z  | P  | P  | Z  | P  | P  | 15.  |     |
| Sokół Łańcut                 | Z                 | P | Z | P | Z | Z | P | P | Z | Z  | Z  | P  | P  | Z  | Z  | Z  | P  | P  | Z  | Z  | Z  | P  | Z  | P  | P  | P  | P  | Z  | Z  | Z  | 5.   |     |
| Spójnia Stargard Szczeciński | Z                 | P | Z | P | P | P | Z | P | P | Z  | Z  | Z  | P  | P  | P  | P  | P  | Z  | Z  | P  | Z  | Z  | Z  | Z  | P  | P  | P  | Z  | Z  | Z  | 6.   |     |
| Stal Ostrów Wielkopolski     | Z                 | Z | Z | P | P | P | P | Z | P | P  | P  | P  | P  | Z  | Z  | P  | P  | P  | P  | P  | P  | Z  | P  | Z  | P  | Z  | P  | P  | P  | Z  | 9.   |     |
| Start Lublin                 | Z                 | P | P | P | P | P | Z | Z | P | Z  | P  | Z  | P  | Z  | P  | Z  | Z  | P  | Z  | P  | Z  | Z  | Z  | Z  | P  | Z  | P  | P  | Z  | Z  | 8.   |     |
| UMKS Kielce                  | P                 | Z | P | Z | P | P | P | Z | P | P  | P  | P  | P  | P  | P  | P  | P  | P  | Z  | P  | P  | P  | P  | P  | P  | P  | Z  | P  | P  | P  | 16.  |     |
| WKS Śląsk Wrocław            | P                 | Z | Z | Z | Z | Z | Z | Z | Z | Z  | Z  | Z  | Z  | Z  | Z  | Z  | Z  | Z  | Z  | Z  | Z  | Z  | Z  | Z  | Z  | Z  | P  | Z  | P  | Z  | 1.   |     |
| Znicz Basket Pruszków        | Z                 | P | Z | P | Z | P | P | P | P | P  | Z  | P  | Z  | P  | Z  | Z  | P  | P  | Z  | Z  | Z  | P  | P  | P  | Z  | P  | Z  | Z  | P  | P  | 11.  |     |

### Statystyki po sezonie zasadniczym

#### Liderzy statystyk indywidualnych według średniej
| Kategoria                  | Zawodnik           | Klub                         | Wynik  |
| -------------------------- | ------------------ | ---------------------------- | ------ |
| Punkty                     | Mateusz Bierwagen  | Astoria Bydgoszcz            | 18,04  |
| Zbiórki                    | Adam Metelski      | AZS Politechnika Poznań      | 12,07  |
| Asysty                     | Łukasz Wilczek     | MKS Wikana Start S.A. Lublin | 7,30   |
| Przechwyty                 | Paweł Lewandowski  | Astoria Bydgoszcz            | 2,34   |
| Bloki                      | Dariusz Wyka       | Polonia Przemyśl             | 2,10   |
| Straty                     | Michał Baran       | Sokół Łańcut                 | 3,93   |
| Faule                      | Dorian Szyttenholm | Astoria Bydgoszcz            | 4,00   |
| Czas gry                   | Łukasz Wilczek     | MKS Wikana Start S.A. Lublin | 34:28  |
| Skuteczność z gry          | Krzysztof Sulima   | WKS Śląsk Wrocław            | 62,20% |
| Skuteczność rzutów wolnych | Łukasz Pacocha     | AZS Radex Szczecin           | 93,40% |
| Skuteczność za 3           | Hubert Pabian      | Spójnia Stargard Szczeciński | 51,30% |
| Eval                       | Adam Metelski      | AZS Politechnika Poznań      | 19,10  |

#### Liderzy statystyk drużynowych według średniej
| Kategoria                    | Klub                                | Wynik  |
| ---------------------------- | ----------------------------------- | ------ |
| Punkty                       | WKS Śląsk Wrocław                   | 83,10  |
| Zbiórki                      | WKS Śląsk Wrocław                   | 38,93  |
| Asysty                       | Astoria Bydgoszcz                   | 16,40  |
| Przechwyty                   | WKS Śląsk Wrocław                   | 10,57  |
| Bloki                        | PC SIDEn Toruń Polonia Przemyśl     | 3,33   |
| Straty                       | AZS Politechnika Poznań             | 16,60  |
| Skuteczność z gry            | Astoria Bydgoszcz WKS Śląsk Wrocław | 47,00% |
| Skuteczność z rzutów wolnych | Polonia Przemyśl                    | 78,10% |
| Skuteczność za 3             | MOSiR Krosno                        | 37,10% |

## Faza play-out
| 6 kwietnia 2013 20:00 | Raport | Znicz Basket Pruszków 57 – 23 UMKS Kielce                      | Znicz Basket Pruszków 57 – 23 UMKS Kielce | Znicz Basket Pruszków 57 – 23 UMKS Kielce             |  | Pruszków Sędziowie: Andrzej Walczak, Krzysztof Tuński, Damian Myszka |
| 6 kwietnia 2013 20:00 | Raport | Rezultaty w kwartach: 19–5, 7–7, 17–4, 14–7                    |                                           |                                                       |  | Pruszków Sędziowie: Andrzej Walczak, Krzysztof Tuński, Damian Myszka |
| 6 kwietnia 2013 20:00 | Raport | Pkt: Szymański 21 Zb: Matuszewski 9 As: trzech zawodników po 2 |                                           | Pkt: Fąfara 7 Zb: Fąfara 7 As: trzech zawodników po 1 |  | Pruszków Sędziowie: Andrzej Walczak, Krzysztof Tuński, Damian Myszka |

| 7 kwietnia 2013 18:00 | Raport | Znicz Basket Pruszków 64 – 71 UMKS Kielce                    | Znicz Basket Pruszków 64 – 71 UMKS Kielce | Znicz Basket Pruszków 64 – 71 UMKS Kielce |  | Pruszków Sędziowie: Sławomir Moszakowski, Damian Kuziora, Piotr Stepaniuk |
| 7 kwietnia 2013 18:00 | Raport | Rezultaty w kwartach: 16–32, 19–13, 11–12, 18–14             |                                           |                                           |  | Pruszków Sędziowie: Sławomir Moszakowski, Damian Kuziora, Piotr Stepaniuk |
| 7 kwietnia 2013 18:00 | Raport | Pkt: Matuszewski 13 Zb: Bonarek, Pisarczyk po 6 As: Czubek 4 |                                           | Pkt: Makuch 17 Zb: Fąfara 11 As: Makuch 3 |  | Pruszków Sędziowie: Sławomir Moszakowski, Damian Kuziora, Piotr Stepaniuk |

| 13 kwietnia 2013 17:30 | Raport | UMKS Kielce 70 – 72 Znicz Basket Pruszków        | UMKS Kielce 70 – 72 Znicz Basket Pruszków | UMKS Kielce 70 – 72 Znicz Basket Pruszków                               |  | Kielce Sędziowie: Marek Żmuda, Bartłomiej Wojdak, Tomasz Trybalski |
| 13 kwietnia 2013 17:30 | Raport | Rezultaty w kwartach: 20–23, 18–13, 13–22, 19–14 |                                           |                                                                         |  | Kielce Sędziowie: Marek Żmuda, Bartłomiej Wojdak, Tomasz Trybalski |
| 13 kwietnia 2013 17:30 | Raport | Pkt: Król 21 Zb: Król 11 As: Makuch 5            |                                           | Pkt: Kwiatkowski 22 Zb: Malewski 8 As: Aleksandrowicz, Kwiatkowski po 2 |  | Kielce Sędziowie: Marek Żmuda, Bartłomiej Wojdak, Tomasz Trybalski |

| 14 kwietnia 2013 17:30 | Raport | UMKS Kielce 73 – 75 Znicz Basket Pruszków                                                           | UMKS Kielce 73 – 75 Znicz Basket Pruszków | UMKS Kielce 73 – 75 Znicz Basket Pruszków          |  | Kielce Sędziowie: Andrzej Walczak, Mateusz Tychowski, Michał Szybisty |
| 14 kwietnia 2013 17:30 | Raport | Rezultaty w kwartach: 20–24, 20–23, 18–14, 15–14                                                    |                                           |                                                    |  | Kielce Sędziowie: Andrzej Walczak, Mateusz Tychowski, Michał Szybisty |
| 14 kwietnia 2013 17:30 | Raport | Pkt: Fąfara 24 Zb: Fąfara 7 As: Makuch 4                                                            |                                           | Pkt: Malewski 21 Zb: Malewski 10 As: Kwiatkowski 4 |  | Kielce Sędziowie: Andrzej Walczak, Mateusz Tychowski, Michał Szybisty |
| 14 kwietnia 2013 17:30 | Raport | UMKS Kielce wygrywa serię 3–1 i utrzymuje się w lidze, natomiast Znicz Basket Pruszków spada z ligi |                                           |                                                    |  | Kielce Sędziowie: Andrzej Walczak, Mateusz Tychowski, Michał Szybisty |

| 6 kwietnia 2013 18:00 | Raport | Polonia Przemyśl 68 – 54 SKK Siedlce              | Polonia Przemyśl 68 – 54 SKK Siedlce | Polonia Przemyśl 68 – 54 SKK Siedlce               |  | Przemyśl Sędziowie: Adam Krasuski, Maciej Guzik, Arnauld Kom Njilo |
| 6 kwietnia 2013 18:00 | Raport | Rezultaty w kwartach: 15–14, 15–10, 18–10, 20–20  |                                      |                                                    |  | Przemyśl Sędziowie: Adam Krasuski, Maciej Guzik, Arnauld Kom Njilo |
| 6 kwietnia 2013 18:00 | Raport | Pkt: Płocica 16 Zb: Musijowski 6 As: Musijowski 5 |                                      | Pkt: Basiński 13 Zb: Chodkiewicz 11 As: Basiński 4 |  | Przemyśl Sędziowie: Adam Krasuski, Maciej Guzik, Arnauld Kom Njilo |

| 7 kwietnia 2013 17:00 | Raport | Polonia Przemyśl 65 – 62 SKK Siedlce                        | Polonia Przemyśl 65 – 62 SKK Siedlce | Polonia Przemyśl 65 – 62 SKK Siedlce                         |  | Przemyśl Sędziowie: Janusz Kiełbiński, Marek Żmuda, Jan Piróg |
| 7 kwietnia 2013 17:00 | Raport | Rezultaty w kwartach: 17–17, 15–18, 15–17, 18–10            |                                      |                                                              |  | Przemyśl Sędziowie: Janusz Kiełbiński, Marek Żmuda, Jan Piróg |
| 7 kwietnia 2013 17:00 | Raport | Pkt: Płocica 17 Zb: Wyka 14 As: Musijowski, Przewrocki po 4 |                                      | Pkt: Chodkiewicz, Sulima 14 Zb: Lewandowski 8 As: Basiński 4 |  | Przemyśl Sędziowie: Janusz Kiełbiński, Marek Żmuda, Jan Piróg |

| 13 kwietnia 2013 18:00 | Raport | SKK Siedlce 62 – 70 Polonia Przemyśl                                                           | SKK Siedlce 62 – 70 Polonia Przemyśl | SKK Siedlce 62 – 70 Polonia Przemyśl                               |  | Siedlce Sędziowie: Andrzej Walczak, Mateusz Tychowski, Michał Szybisty |
| 13 kwietnia 2013 18:00 | Raport | Rezultaty w kwartach: 18–19, 14–22, 11–7, 19–22                                                |                                      |                                                                    |  | Siedlce Sędziowie: Andrzej Walczak, Mateusz Tychowski, Michał Szybisty |
| 13 kwietnia 2013 18:00 | Raport | Pkt: Lewandowski 25 Zb: Chodkiewicz 9 As: Basiński 6                                           |                                      | Pkt: trzech zawodników po 13 Zb: Wyka 11 As: Musijowski, Płocica 4 |  | Siedlce Sędziowie: Andrzej Walczak, Mateusz Tychowski, Michał Szybisty |
| 13 kwietnia 2013 18:00 | Raport | Polonia Przemyśl wygrywa serię 3–0 i utrzymuje się w lidze, natomiast SKK Siedlce spada z ligi |                                      |                                                                    |  | Siedlce Sędziowie: Andrzej Walczak, Mateusz Tychowski, Michał Szybisty |

| 6 kwietnia 2013 20:00 | Raport | Astoria Bydgoszcz 72 – 68 AZS Politechnika Poznań | Astoria Bydgoszcz 72 – 68 AZS Politechnika Poznań | Astoria Bydgoszcz 72 – 68 AZS Politechnika Poznań              |  | Bydgoszcz Sędziowie: Marek Borowy, Paweł Baran, Andrzej Bartocha |
| 6 kwietnia 2013 20:00 | Raport | Rezultaty w kwartach: 23–20, 17–17, 22–14, 10–17  |                                                   |                                                                |  | Bydgoszcz Sędziowie: Marek Borowy, Paweł Baran, Andrzej Bartocha |
| 6 kwietnia 2013 20:00 | Raport | Pkt: Fraś 17 Zb: Fraś 7 As: Bierwagen 4           |                                                   | Pkt: trzech zawodników po 10 Zb: Adam Metelski 13 As: Hybiak 5 |  | Bydgoszcz Sędziowie: Marek Borowy, Paweł Baran, Andrzej Bartocha |

| 7 kwietnia 2013 18:00 | Raport | Astoria Bydgoszcz 59 – 60 AZS Politechnika Poznań      | Astoria Bydgoszcz 59 – 60 AZS Politechnika Poznań | Astoria Bydgoszcz 59 – 60 AZS Politechnika Poznań |  | Bydgoszcz Sędziowie: Jakub Pietrzak, Bartosz Puzoń, Robert Bieńkowski |
| 7 kwietnia 2013 18:00 | Raport | Rezultaty w kwartach: 27–21, 20–13, 20–13, 10–14       |                                                   |                                                   |  | Bydgoszcz Sędziowie: Jakub Pietrzak, Bartosz Puzoń, Robert Bieńkowski |
| 7 kwietnia 2013 18:00 | Raport | Pkt: Szyttenholm 17 Zb: Fraś 6 As: Paweł Lewandowski 4 |                                                   | Pkt: Szydłowski 14 Zb: Metelski 9 As: Hybiak 4    |  | Bydgoszcz Sędziowie: Jakub Pietrzak, Bartosz Puzoń, Robert Bieńkowski |

| 13 kwietnia 2013 20:30 | Raport | AZS Politechnika Poznań 77 – 66 Astoria Bydgoszcz | AZS Politechnika Poznań 77 – 66 Astoria Bydgoszcz | AZS Politechnika Poznań 77 – 66 Astoria Bydgoszcz  |  | Poznań Sędziowie: Adam Krasuski, Maciej Guzik, Krzysztof Krajewski |
| 13 kwietnia 2013 20:30 | Raport | Rezultaty w kwartach: 17–19, 20–15, 20–16, 20–16  |                                                   |                                                    |  | Poznań Sędziowie: Adam Krasuski, Maciej Guzik, Krzysztof Krajewski |
| 13 kwietnia 2013 20:30 | Raport | Pkt: Metelski 28 Zb: Metelski 15 As: Baszak 5     |                                                   | Pkt: Małgorzaciak 15 Zb: Fraś 10 As: Szyttenholm 5 |  | Poznań Sędziowie: Adam Krasuski, Maciej Guzik, Krzysztof Krajewski |

| 14 kwietnia 2013 20:00 | Raport | AZS Politechnika Poznań 74 – 73 Astoria Bydgoszcz                                                           | AZS Politechnika Poznań 74 – 73 Astoria Bydgoszcz | AZS Politechnika Poznań 74 – 73 Astoria Bydgoszcz                        | OT | Poznań Sędziowie: Marek Januszonek, Michał Proc, Michał Sosin |
| 14 kwietnia 2013 20:00 | Raport | Rezultaty w kwartach: 13–24, 20–7, 16–22, 19–15 OT: 6–5                                                     |                                                   |                                                                          | OT | Poznań Sędziowie: Marek Januszonek, Michał Proc, Michał Sosin |
| 14 kwietnia 2013 20:00 | Raport | Pkt: Baszak 24 Zb: Metelski 11 As: Baszak 6                                                                 |                                                   | Pkt: Bierwagen 22 Zb: Laydych, Szyttenholm po 10 As: Paweł Lewandowski 6 | OT | Poznań Sędziowie: Marek Januszonek, Michał Proc, Michał Sosin |
| 14 kwietnia 2013 20:00 | Raport | AZS Politechnika Poznań wygrywa serię 3–1 i utrzymuje się w lidze, natomiast Astoria Bydgoszcz spada z ligi |                                                   |                                                                          | OT | Poznań Sędziowie: Marek Januszonek, Michał Proc, Michał Sosin |

## Faza play-off
|  |             |                              |             |                |   |          |                   |          |  |  |       |       |       |
|  | Ćwierćfinał | Ćwierćfinał                  | Ćwierćfinał |                |   | Półfinał | Półfinał          | Półfinał |  |  | Finał | Finał | Finał |
|  | Ćwierćfinał | Ćwierćfinał                  | Ćwierćfinał |                |   | Półfinał | Półfinał          | Półfinał |  |  | Finał | Finał | Finał |
|  |             |                              |             |                |   |          |                   |          |  |  |       |       |       |
|  |             |                              |             |                |   |          |                   |          |  |  |       |       |       |
|  | 1           | WKS Śląsk Wrocław            | 3           |                |   |          |                   |          |  |  |       |       |       |
|  | 1           | WKS Śląsk Wrocław            | 3           |                |   |          |                   |          |  |  |       |       |       |
|  | 8           | Start Lublin                 | 0           |                |   |          |                   |          |  |  |       |       |       |
|  | 8           | Start Lublin                 | 0           |                |   | 1        | WKS Śląsk Wrocław | 3        |  |  |       |       |       |
|  |             |                              |             |                |   | 1        | WKS Śląsk Wrocław | 3        |  |  |       |       |       |
|  |             |                              | 4           | PC SIDEn Toruń | 2 |          |                   |          |  |  |       |       |       |
|  | 4           | PC SIDEn Toruń               | 4           | PC SIDEn Toruń | 2 | 3        |                   |          |  |  |       |       |       |
|  | 4           | PC SIDEn Toruń               |             |                |   |          |                   |          |  |  |       |       |       |
|  | 5           | Sokół Łańcut                 | 0           |                |   |          |                   |          |  |  |       |       |       |
|  | 5           | Sokół Łańcut                 | 0           |                |   | 1        | WKS Śląsk Wrocław | 3        |  |  |       |       |       |
|  |             |                              |             |                |   |          |                   |          |  |  |       |       |       |
|  |             |                              | 3           | AZS WSGK Kutno | 1 |          |                   |          |  |  |       |       |       |
|  | 2           | MKS Dąbrowa Górnicza         | 3           | AZS WSGK Kutno | 1 | 2        |                   |          |  |  |       |       |       |
|  | 2           | MKS Dąbrowa Górnicza         |             |                |   |          |                   |          |  |  |       |       |       |
|  | 7           | MOSiR Krosno                 | 3           |                |   |          |                   |          |  |  |       |       |       |
|  | 7           | MOSiR Krosno                 | 3           |                |   | 3        | AZS WSGK Kutno    | 1        |  |  |       |       |       |
|  |             |                              |             |                |   | 3        | AZS WSGK Kutno    | 1        |  |  |       |       |       |
|  |             |                              | 7           | MOSiR Krosno   | 3 |          |                   |          |  |  |       |       |       |
|  | 3           | AZS WSGK Kutno               | 7           | MOSiR Krosno   | 3 | 3        |                   |          |  |  |       |       |       |
|  | 3           | AZS WSGK Kutno               |             |                |   |          |                   |          |  |  |       |       |       |
|  | 6           | Spójnia Stargard Szczeciński | 0           |                |   |          |                   |          |  |  |       |       |       |
|  | 6           | Spójnia Stargard Szczeciński | 0           |                |   |          |                   |          |  |  |       |       |       |

o 3. miejsce
|  |              |                |         |
|  | o 3. miejsce |                |         |
|  |              |                |         |
|  |              |                |         |
|  |              |                |         |
|  | 4            | PC SIDEn Toruń | 1 (154) |
|  | 4            | PC SIDEn Toruń | 1 (154) |
|  | 3            | AZS WSGK Kutno | 1 (157) |
|  | 3            | AZS WSGK Kutno | 1 (157) |
|  |              |                |         |

### Ćwierćfinały
| 6 kwietnia 2013 20:15 | Raport | WKS Śląsk Wrocław 82 – 72 Start Lublin             | WKS Śląsk Wrocław 82 – 72 Start Lublin | WKS Śląsk Wrocław 82 – 72 Start Lublin          |  | Wrocław Sędziowie: Adam Wierzman, Dariusz Nejman, Michał Sosin |
| 6 kwietnia 2013 20:15 | Raport | Rezultaty w kwartach: 15–14, 22–21, 27–14, 18–23   |                                        |                                                 |  | Wrocław Sędziowie: Adam Wierzman, Dariusz Nejman, Michał Sosin |
| 6 kwietnia 2013 20:15 | Raport | Pkt: Kikowski 22 Zb: Hyży 8 As: Flieger, Hyży po 3 |                                        | Pkt: Kowalski 18 Zb: Łuszczewski 11 As: Celej 2 |  | Wrocław Sędziowie: Adam Wierzman, Dariusz Nejman, Michał Sosin |

| 7 kwietnia 2014 20:15 | Raport | WKS Śląsk Wrocław 76 – 64 Start Lublin               | WKS Śląsk Wrocław 76 – 64 Start Lublin | WKS Śląsk Wrocław 76 – 64 Start Lublin                           |  | Wrocław Sędziowie: Marek Januszonek, Karina Pełka, Radosław Szagun |
| 7 kwietnia 2014 20:15 | Raport | Rezultaty w kwartach: 26–9, 16–25, 16–16, 18–14      |                                        |                                                                  |  | Wrocław Sędziowie: Marek Januszonek, Karina Pełka, Radosław Szagun |
| 7 kwietnia 2014 20:15 | Raport | Pkt: Flieger 16 Zb: Hyży 8 As: Flieger, Ochońko po 4 |                                        | Pkt: Celej, Ł. Wilczek po 17 Zb: Łuszczewski 10 As: Ł. Wilczek 5 |  | Wrocław Sędziowie: Marek Januszonek, Karina Pełka, Radosław Szagun |

| 13 kwietnia 2014 18:00 | Raport | Start Lublin 65 – 83 WKS Śląsk Wrocław                | Start Lublin 65 – 83 WKS Śląsk Wrocław | Start Lublin 65 – 83 WKS Śląsk Wrocław      |  | Lublin Sędziowie: Piotr Kustosz, Szymon Giza, Piotr Kaszuba |
| 13 kwietnia 2014 18:00 | Raport | Rezultaty w kwartach: 21–22, 17–15, 11–26, 16–20      |                                        |                                             |  | Lublin Sędziowie: Piotr Kustosz, Szymon Giza, Piotr Kaszuba |
| 13 kwietnia 2014 18:00 | Raport | Pkt: Kowalski 13 Zb: Ciechociński 10 As: Ł. Wilczek 6 |                                        | Pkt: Kikowski 34 Zb: Sulima 9 As: Flieger 3 |  | Lublin Sędziowie: Piotr Kustosz, Szymon Giza, Piotr Kaszuba |
| 13 kwietnia 2014 18:00 | Raport | WKS Śląsk Wrocław wygrywa serię 3–0                   |                                        |                                             |  | Lublin Sędziowie: Piotr Kustosz, Szymon Giza, Piotr Kaszuba |

| 6 kwietnia 2013 19:00 | Raport | PC SIDEn Toruń 78 – 69 Sokół Łańcut                 | PC SIDEn Toruń 78 – 69 Sokół Łańcut | PC SIDEn Toruń 78 – 69 Sokół Łańcut    |  | Toruń Sędziowie: Jakub Pietrzak, Bartosz Puzoń, Robert Bieńkowski |
| 6 kwietnia 2013 19:00 | Raport | Rezultaty w kwartach: 23–28, 21–8, 11–15, 23–18     |                                     |                                        |  | Toruń Sędziowie: Jakub Pietrzak, Bartosz Puzoń, Robert Bieńkowski |
| 6 kwietnia 2013 19:00 | Raport | Pkt: Kowalewski 24 Zb: Śmigielski 13 As: Lisewski 5 |                                     | Pkt: Baran 17 Zb: Dubiel 7 As: Baran 6 |  | Toruń Sędziowie: Jakub Pietrzak, Bartosz Puzoń, Robert Bieńkowski |

| 7 kwietnia 2014 18:00 | Raport | PC SIDEn Toruń 81 – 73 Sokół Łańcut                       | PC SIDEn Toruń 81 – 73 Sokół Łańcut | PC SIDEn Toruń 81 – 73 Sokół Łańcut       |  | Toruń Sędziowie: Marek Borowy, Paweł Baran, Andrzej Bartocha |
| 7 kwietnia 2014 18:00 | Raport | Rezultaty w kwartach: 35–23, 17–23, 13–9, 16–18           |                                     |                                           |  | Toruń Sędziowie: Marek Borowy, Paweł Baran, Andrzej Bartocha |
| 7 kwietnia 2014 18:00 | Raport | Pkt: Kowalewski 18 Zb: trzech zawodników po 6 As: Żytko 7 |                                     | Pkt: Hałas 15 Zb: Gawrzydek 7 As: Baran 5 |  | Toruń Sędziowie: Marek Borowy, Paweł Baran, Andrzej Bartocha |

| 13 kwietnia 2014 18:00 | Raport | Sokół Łańcut 77 – 85 PC SIDEn Toruń                       | Sokół Łańcut 77 – 85 PC SIDEn Toruń | Sokół Łańcut 77 – 85 PC SIDEn Toruń       | OT | Łańcut Sędziowie: Adam Wierzman, Jacek Litawa, Karina Kamiński |
| 13 kwietnia 2014 18:00 | Raport | Rezultaty w kwartach: 15–12, 20–16, 22–23, 16–22 OT: 4–12 |                                     |                                           | OT | Łańcut Sędziowie: Adam Wierzman, Jacek Litawa, Karina Kamiński |
| 13 kwietnia 2014 18:00 | Raport | Pkt: Klima 22 Zb: Gawrzydek 15 As: Baran 5                |                                     | Pkt: Jarecki 18 Zb: Barycz 7 As: Sikora 7 | OT | Łańcut Sędziowie: Adam Wierzman, Jacek Litawa, Karina Kamiński |
| 13 kwietnia 2014 18:00 | Raport | PC SIDEn Toruń wygrywa serię 3–0                          |                                     |                                           | OT | Łańcut Sędziowie: Adam Wierzman, Jacek Litawa, Karina Kamiński |

| 8 kwietnia 2013 18:00 | Raport | MKS Dąbrowa Górnicza 84 – 89 MOSiR Krosno                            | MKS Dąbrowa Górnicza 84 – 89 MOSiR Krosno | MKS Dąbrowa Górnicza 84 – 89 MOSiR Krosno                   |  | Dąbrowa Górnicza Sędziowie: Jacek Litawa, Szymon Giza, Michał Proc |
| 8 kwietnia 2013 18:00 | Raport | Rezultaty w kwartach: 17–22, 20–16, 28–22, 19–29                     |                                           |                                                             |  | Dąbrowa Górnicza Sędziowie: Jacek Litawa, Szymon Giza, Michał Proc |
| 8 kwietnia 2013 18:00 | Raport | Pkt: Wołoszyn 22 Zb: Wołoszyn, Piotr Zieliński po 5 As: Grochowski 6 |                                           | Pkt: Łączyński 24 Zb: Paul, Salamonik po 6 As: Łączyński 10 |  | Dąbrowa Górnicza Sędziowie: Jacek Litawa, Szymon Giza, Michał Proc |

| 7 kwietnia 2013 18:00 | Raport | MKS Dąbrowa Górnicza 83 – 81 MOSiR Krosno         | MKS Dąbrowa Górnicza 83 – 81 MOSiR Krosno | MKS Dąbrowa Górnicza 83 – 81 MOSiR Krosno          |  | Dąbrowa Górnicza Sędziowie: Dariusz Nejman, Bartłomiej Wojdak, Marcin Wasilewski |
| 7 kwietnia 2013 18:00 | Raport | Rezultaty w kwartach: 23–21, 20–19, 18–19, 22–22  |                                           |                                                    |  | Dąbrowa Górnicza Sędziowie: Dariusz Nejman, Bartłomiej Wojdak, Marcin Wasilewski |
| 7 kwietnia 2013 18:00 | Raport | Pkt: Piechowicz 14 Zb: Zmarlak 6 As: Grochowski 7 |                                           | Pkt: Łączyński 33 Zb: Salamonik 11 As: Łączyński 5 |  | Dąbrowa Górnicza Sędziowie: Dariusz Nejman, Bartłomiej Wojdak, Marcin Wasilewski |

| 13 kwietnia 2013 18:00 | Raport | MOSiR Krosno 75 – 62 MKS Dąbrowa Górnicza         | MOSiR Krosno 75 – 62 MKS Dąbrowa Górnicza | MOSiR Krosno 75 – 62 MKS Dąbrowa Górnicza                |  | Krosno Sędziowie: Janusz Kiełbiński, Jan Piróg, Piotr Dytko |
| 13 kwietnia 2013 18:00 | Raport | Rezultaty w kwartach: 19–13, 22–13, 17–19, 17–16  |                                           |                                                          |  | Krosno Sędziowie: Janusz Kiełbiński, Jan Piróg, Piotr Dytko |
| 13 kwietnia 2013 18:00 | Raport | Pkt: Salamonik 14 Zb: Salamonik 8 As: Łączyński 4 |                                           | Pkt: Maj 13 Zb: Gospodarek, Zieliński po 6 As: Zmarlak 4 |  | Krosno Sędziowie: Janusz Kiełbiński, Jan Piróg, Piotr Dytko |

| 14 kwietnia 2013 18:00 | Raport | MOSiR Krosno 57 – 83 MKS Dąbrowa Górnicza                       | MOSiR Krosno 57 – 83 MKS Dąbrowa Górnicza | MOSiR Krosno 57 – 83 MKS Dąbrowa Górnicza     |  | Krosno Sędziowie: Adam Wierzman, Jacek Litawa, Karina Kamiński |
| 14 kwietnia 2013 18:00 | Raport | Rezultaty w kwartach: 19–24, 9–20, 15–27, 14–12                 |                                           |                                               |  | Krosno Sędziowie: Adam Wierzman, Jacek Litawa, Karina Kamiński |
| 14 kwietnia 2013 18:00 | Raport | Pkt: Salamonik 15 Zb: Oczkowicz 8 As: Glapiński, Pisarczyk po 3 |                                           | Pkt: Grochowski 28 Zb: Maj 8 As: Grochowski 7 |  | Krosno Sędziowie: Adam Wierzman, Jacek Litawa, Karina Kamiński |

| 17 kwietnia 2013 18:00 | Raport | MKS Dąbrowa Górnicza 72 – 89 MOSiR Krosno          | MKS Dąbrowa Górnicza 72 – 89 MOSiR Krosno | MKS Dąbrowa Górnicza 72 – 89 MOSiR Krosno     |  | Dąbrowa Górnicza Sędziowie: Sławomir Moszakowski, Jakub Pietrzak, Mateusz Tychowski |
| 17 kwietnia 2013 18:00 | Raport | Rezultaty w kwartach: 24–18, 11–23, 16–21, 21–27   |                                           |                                               |  | Dąbrowa Górnicza Sędziowie: Sławomir Moszakowski, Jakub Pietrzak, Mateusz Tychowski |
| 17 kwietnia 2013 18:00 | Raport | Pkt: Grochowski 14 Zb: Karolak 7 As: Grochowski 10 |                                           | Pkt: Paul 17 Zb: Salamonik 15 As: Łączyński 7 |  | Dąbrowa Górnicza Sędziowie: Sławomir Moszakowski, Jakub Pietrzak, Mateusz Tychowski |
| 17 kwietnia 2013 18:00 | Raport | MOSiR Krosno wygrywa serię 3–2                     |                                           |                                               |  | Dąbrowa Górnicza Sędziowie: Sławomir Moszakowski, Jakub Pietrzak, Mateusz Tychowski |

| 6 kwietnia 2013 17:30 | Raport | AZS WSGK Kutno 69 – 55 Spójnia Stargard Szczeciński | AZS WSGK Kutno 69 – 55 Spójnia Stargard Szczeciński | AZS WSGK Kutno 69 – 55 Spójnia Stargard Szczeciński                       |  | Kutno Sędziowie: Sławomir Moszakowski, Damian Kuziora, Adrian Szczotka |
| 6 kwietnia 2013 17:30 | Raport | Rezultaty w kwartach: 19–9, 25–14, 13–8, 12–24      |                                                     |                                                                           |  | Kutno Sędziowie: Sławomir Moszakowski, Damian Kuziora, Adrian Szczotka |
| 6 kwietnia 2013 17:30 | Raport | Pkt: Jakóbczyk 22 Zb: Dłuski 15 As: Bręk 6          |                                                     | Pkt: Soczewski, Stępień po 10 Zb: Grudziński 7 As: Michalski, Trepka po 3 |  | Kutno Sędziowie: Sławomir Moszakowski, Damian Kuziora, Adrian Szczotka |

| 7 kwietnia 2013 17:30 | Raport | AZS WSGK Kutno 77 – 63 Spójnia Stargard Szczeciński | AZS WSGK Kutno 77 – 63 Spójnia Stargard Szczeciński | AZS WSGK Kutno 77 – 63 Spójnia Stargard Szczeciński |  | Kutno Sędziowie: Andrzej Walczak, Krzysztof Tuński, Damian Myszka |
| 7 kwietnia 2013 17:30 | Raport | Rezultaty w kwartach: 26–16, 17–12, 20–15, 14–20    |                                                     |                                                     |  | Kutno Sędziowie: Andrzej Walczak, Krzysztof Tuński, Damian Myszka |
| 7 kwietnia 2013 17:30 | Raport | Pkt: Bręk 25 Zb: Dłuski 11 As: Bręk 6               |                                                     | Pkt: Parzych 13 Zb: Trepka 6 As: Trepka 5           |  | Kutno Sędziowie: Andrzej Walczak, Krzysztof Tuński, Damian Myszka |

| 13 kwietnia 2013 17:00 | Raport | Spójnia Stargard Szczeciński 79 – 80 AZS WSGK Kutno           | Spójnia Stargard Szczeciński 79 – 80 AZS WSGK Kutno | Spójnia Stargard Szczeciński 79 – 80 AZS WSGK Kutno |  | Stargard Szczeciński Sędziowie: Marek Januszonek, Michał Proc, Michał Sosin |
| 13 kwietnia 2013 17:00 | Raport | Rezultaty w kwartach: 19–23, 19–21, 18–18, 23–18              |                                                     |                                                     |  | Stargard Szczeciński Sędziowie: Marek Januszonek, Michał Proc, Michał Sosin |
| 13 kwietnia 2013 17:00 | Raport | Pkt: Ratajczak 24 Zb: Ratajczak, Stępieńpo 6 As: Michalski 10 |                                                     | Pkt: Bręk 25 Zb: Dłuski, Glabas po 9 As: Dłuski 5   |  | Stargard Szczeciński Sędziowie: Marek Januszonek, Michał Proc, Michał Sosin |
| 13 kwietnia 2013 17:00 | Raport | AZS WSGK Kutno wygrywa serię 3–0                              |                                                     |                                                     |  | Stargard Szczeciński Sędziowie: Marek Januszonek, Michał Proc, Michał Sosin |

### Półfinały
| 20 kwietnia 2013 19:15 | Raport | WKS Śląsk Wrocław 70 – 63 PC SIDEn Toruń                   | WKS Śląsk Wrocław 70 – 63 PC SIDEn Toruń | WKS Śląsk Wrocław 70 – 63 PC SIDEn Toruń       |  | Wrocław Sędziowie: Marek Januszonek, Damian Kuziora, Michał Proc |
| 20 kwietnia 2013 19:15 | Raport | Rezultaty w kwartach: 22–23, 11–13, 18–13, 19–14           |                                          |                                                |  | Wrocław Sędziowie: Marek Januszonek, Damian Kuziora, Michał Proc |
| 20 kwietnia 2013 19:15 | Raport | Pkt: Flieger, Kikowski po 13 Zb: Kikowski 11 As: Flieger 4 |                                          | Pkt: Śmigielski 16 Zb: Lisewski 9 As: Bochno 5 |  | Wrocław Sędziowie: Marek Januszonek, Damian Kuziora, Michał Proc |

| 21 kwietnia 2013 19:15 | Raport | WKS Śląsk Wrocław 95 – 52 PC SIDEn Toruń               | WKS Śląsk Wrocław 95 – 52 PC SIDEn Toruń | WKS Śląsk Wrocław 95 – 52 PC SIDEn Toruń   |  | Wrocław Sędziowie: Adam Krasucki, Jacek Litawa, Radosław Szagun |
| 21 kwietnia 2013 19:15 | Raport | Rezultaty w kwartach: 27–9, 36–9, 13–20, 19–14         |                                          |                                            |  | Wrocław Sędziowie: Adam Krasucki, Jacek Litawa, Radosław Szagun |
| 21 kwietnia 2013 19:15 | Raport | Pkt: Ochońko 14 Zb: Hyży 10 As: trzech zawodników po 4 |                                          | Pkt: Żytko 15 Zb: Perka 7 As: Śmigielski 3 |  | Wrocław Sędziowie: Adam Krasucki, Jacek Litawa, Radosław Szagun |

| 27 kwietnia 2013 17:30 | Raport | PC SIDEn Toruń 80 – 77 WKS Śląsk Wrocław                    | PC SIDEn Toruń 80 – 77 WKS Śląsk Wrocław | PC SIDEn Toruń 80 – 77 WKS Śląsk Wrocław               |  | Toruń Sędziowie: Adam Wierzman, Adrian Szczotka, Michał Sosin |
| 27 kwietnia 2013 17:30 | Raport | Rezultaty w kwartach: 18–20, 28–20, 14–17, 20–20            |                                          |                                                        |  | Toruń Sędziowie: Adam Wierzman, Adrian Szczotka, Michał Sosin |
| 27 kwietnia 2013 17:30 | Raport | Pkt: Śmigielski 15 Zb: Lisewski 9 As: Lisewski, Sikora po 3 |                                          | Pkt: Kikowski, Ochońko po 14 Zb: Hyży 11 As: Ochońko 4 |  | Toruń Sędziowie: Adam Wierzman, Adrian Szczotka, Michał Sosin |

| 28 kwietnia 2013 17:30 | Raport | PC SIDEn Toruń 87 – 78 WKS Śląsk Wrocław                  | PC SIDEn Toruń 87 – 78 WKS Śląsk Wrocław | PC SIDEn Toruń 87 – 78 WKS Śląsk Wrocław       |  | Toruń Sędziowie: Marek Januszonek, Krzysztof Tuński, Damian Kuziora |
| 28 kwietnia 2013 17:30 | Raport | Rezultaty w kwartach: 22–24, 25–13, 20–16, 20–25          |                                          |                                                |  | Toruń Sędziowie: Marek Januszonek, Krzysztof Tuński, Damian Kuziora |
| 28 kwietnia 2013 17:30 | Raport | Pkt: Barycz, Żytko 15 Zb: Barycz 9 As: Sikora, Żytko po 5 |                                          | Pkt: Kikowski 19 Zb: Gabiński 7 As: Kikowski 5 |  | Toruń Sędziowie: Marek Januszonek, Krzysztof Tuński, Damian Kuziora |

| 1 maja 2013 19:15 | Raport | WKS Śląsk Wrocław 73 – 57 PC SIDEn Toruń         | WKS Śląsk Wrocław 73 – 57 PC SIDEn Toruń | WKS Śląsk Wrocław 73 – 57 PC SIDEn Toruń |  | Wrocław Sędziowie: Adam Krasucki, Adam Wierzman, Maciej Guzik |
| 1 maja 2013 19:15 | Raport | Rezultaty w kwartach: 21–12, 17–14, 20–18, 15–13 |                                          |                                          |  | Wrocław Sędziowie: Adam Krasucki, Adam Wierzman, Maciej Guzik |
| 1 maja 2013 19:15 | Raport | Pkt: Flieger 27 Zb: Hyży 10 As: Ochońko 4        |                                          | Pkt: Żytko 4 Zb: Lisewski 8 As: Żytko 4  |  | Wrocław Sędziowie: Adam Krasucki, Adam Wierzman, Maciej Guzik |
| 1 maja 2013 19:15 | Raport | WKS Śląsk Wrocław wygrywa serię 3–2              |                                          |                                          |  | Wrocław Sędziowie: Adam Krasucki, Adam Wierzman, Maciej Guzik |

| 20 kwietnia 2013 17:30 | Raport | AZS WSGK Kutno 79 – 84 MOSiR Krosno                       | AZS WSGK Kutno 79 – 84 MOSiR Krosno | AZS WSGK Kutno 79 – 84 MOSiR Krosno                              | OT | Kutno Sędziowie: Dariusz Nejman, Krzysztof Tuński, Jan Piróg |
| 20 kwietnia 2013 17:30 | Raport | Rezultaty w kwartach: 15–23, 26–13, 19–23, 13–14 OT: 6–11 |                                     |                                                                  | OT | Kutno Sędziowie: Dariusz Nejman, Krzysztof Tuński, Jan Piróg |
| 20 kwietnia 2013 17:30 | Raport | Pkt: Jakóbczyk 25 Zb: Dłuski 10 As: Bręk 5                |                                     | Pkt: Oczkowicz 30 Zb: Pisarczyk, Salamonik po 11 As: Łączyński 7 | OT | Kutno Sędziowie: Dariusz Nejman, Krzysztof Tuński, Jan Piróg |

| 21 kwietnia 2013 17:30 | Raport | AZS WSGK Kutno 61 – 66 MOSiR Krosno             | AZS WSGK Kutno 61 – 66 MOSiR Krosno | AZS WSGK Kutno 61 – 66 MOSiR Krosno                |  | Kutno Sędziowie: Marek Borowy, Maciej Guzik, Bartosz Puzoń |
| 21 kwietnia 2013 17:30 | Raport | Rezultaty w kwartach: 8–18, 21–18, 14–18, 18–12 |                                     |                                                    |  | Kutno Sędziowie: Marek Borowy, Maciej Guzik, Bartosz Puzoń |
| 21 kwietnia 2013 17:30 | Raport | Pkt: Dłuski 23 Zb: Dłuski 9 As: Bręk 7          |                                     | Pkt: Łączyński 23 Zb: Pisarczyk 12 As: Oczkowicz 4 |  | Kutno Sędziowie: Marek Borowy, Maciej Guzik, Bartosz Puzoń |

| 27 kwietnia 2013 18:00 | Raport | MOSiR Krosno 61 – 76 AZS WSGK Kutno              | MOSiR Krosno 61 – 76 AZS WSGK Kutno | MOSiR Krosno 61 – 76 AZS WSGK Kutno        |  | Krosno Sędziowie: Sławomir Moszakowski, Andrzej Walczak, Jakub Pietrzak |
| 27 kwietnia 2013 18:00 | Raport | Rezultaty w kwartach: 16–21, 15–23, 12–20, 18–12 |                                     |                                            |  | Krosno Sędziowie: Sławomir Moszakowski, Andrzej Walczak, Jakub Pietrzak |
| 27 kwietnia 2013 18:00 | Raport | Pkt: Pisarczyk 14 Zb: Paul 10 As: Szczypka 3     |                                     | Pkt: Dłuski po 14 Zb: Małecki 5 As: Bręk 5 |  | Krosno Sędziowie: Sławomir Moszakowski, Andrzej Walczak, Jakub Pietrzak |

| 28 kwietnia 2013 18:00 | Raport | MOSiR Krosno 93 – 89 AZS WSGK Kutno                | MOSiR Krosno 93 – 89 AZS WSGK Kutno | MOSiR Krosno 93 – 89 AZS WSGK Kutno                          |  | Krosno Sędziowie: Adam Krasucki, Jacek Litawa, Michał Proc |
| 28 kwietnia 2013 18:00 | Raport | Rezultaty w kwartach: 27–23, 14–21, 27–20, 25–25   |                                     |                                                              |  | Krosno Sędziowie: Adam Krasucki, Jacek Litawa, Michał Proc |
| 28 kwietnia 2013 18:00 | Raport | Pkt: Pisarczyk 22 Zb: Salamonik 14 As: Pisarczyk 7 |                                     | Pkt: Jakóbczyk 23 Zb: trzech zawodników po 4 As: Jakóbczyk 6 |  | Krosno Sędziowie: Adam Krasucki, Jacek Litawa, Michał Proc |
| 28 kwietnia 2013 18:00 | Raport | MOSiR Krosno wygrywa serię 3–1                     |                                     |                                                              |  | Krosno Sędziowie: Adam Krasucki, Jacek Litawa, Michał Proc |

### o 3. miejsce
| 4 maja 2013 18:00 | Raport | PC SIDEn Toruń 73 – 73 AZS WSGK Kutno            | PC SIDEn Toruń 73 – 73 AZS WSGK Kutno | PC SIDEn Toruń 73 – 73 AZS WSGK Kutno |  | Toruń Sędziowie: Sławomir Moszakowski, Piotr Kustosz, Jan Piróg |
| 4 maja 2013 18:00 | Raport | Rezultaty w kwartach: 19–17, 20–17, 18–24, 16–15 |                                       |                                       |  | Toruń Sędziowie: Sławomir Moszakowski, Piotr Kustosz, Jan Piróg |
| 4 maja 2013 18:00 | Raport | Pkt: Bochno 15 Zb: Sikora 12 As: Żytko 6         |                                       | Pkt: Bręk 23 Zb: Bręk 6 As: Bręk 5    |  | Toruń Sędziowie: Sławomir Moszakowski, Piotr Kustosz, Jan Piróg |

| 11 maja 2013 17:30 | Raport | AZS WSGK Kutno 84 – 81 PC SIDEn Toruń                       | AZS WSGK Kutno 84 – 81 PC SIDEn Toruń | AZS WSGK Kutno 84 – 81 PC SIDEn Toruń    |  | Kutno Sędziowie: Janusz Kiełbiński, Marek Żmuda, Damian Kuziora |
| 11 maja 2013 17:30 | Raport | Rezultaty w kwartach: 20–17, 19–25, 21–22, 24–17            |                                       |                                          |  | Kutno Sędziowie: Janusz Kiełbiński, Marek Żmuda, Damian Kuziora |
| 11 maja 2013 17:30 | Raport | Pkt: Bręk 22 Zb: Dłuski 9 As: Bręk, Rduch po 6              |                                       | Pkt: Jarecki 24 Zb: Perka 8 As: Sikora 5 |  | Kutno Sędziowie: Janusz Kiełbiński, Marek Żmuda, Damian Kuziora |
| 11 maja 2013 17:30 | Raport | AZS WSGK Kutno wygrywa dwumecz i zajmuje 3. miejsce w lidze |                                       |                                          |  | Kutno Sędziowie: Janusz Kiełbiński, Marek Żmuda, Damian Kuziora |

### Finał
| 5 maja 2013 20:00 | Raport | WKS Śląsk Wrocław 75 – 65 MOSiR Krosno           | WKS Śląsk Wrocław 75 – 65 MOSiR Krosno | WKS Śląsk Wrocław 75 – 65 MOSiR Krosno            |  | Wrocław Sędziowie: Dariusz Nejman, Krzysztof Tuński, Jakub Pietrzak |
| 5 maja 2013 20:00 | Raport | Rezultaty w kwartach: 17–10, 22–15, 14–22, 22–18 |                                        |                                                   |  | Wrocław Sędziowie: Dariusz Nejman, Krzysztof Tuński, Jakub Pietrzak |
| 5 maja 2013 20:00 | Raport | Pkt: Flieger 18 Zb: Flieger 10 As: Flieger 4     |                                        | Pkt: Oczkowicz 18 Zb: Oczkowicz 9 As: Oczkowicz 6 |  | Wrocław Sędziowie: Dariusz Nejman, Krzysztof Tuński, Jakub Pietrzak |

| 6 maja 2013 19:15 | Raport | WKS Śląsk Wrocław 73 – 84 MOSiR Krosno                    | WKS Śląsk Wrocław 73 – 84 MOSiR Krosno | WKS Śląsk Wrocław 73 – 84 MOSiR Krosno                                       |  | Wrocław Sędziowie: Marek Januszonek, Jacek Litawa, Bartosz Puzoń |
| 6 maja 2013 19:15 | Raport | Rezultaty w kwartach: 14–22, 21–7, 24–33, 14–22           |                                        |                                                                              |  | Wrocław Sędziowie: Marek Januszonek, Jacek Litawa, Bartosz Puzoń |
| 6 maja 2013 19:15 | Raport | Pkt: Hyży 15 Zb: Ł. Diduszko 7 As: Gabiński, Ochońko po 4 |                                        | Pkt: Salamonik 19 Zb: Adamczewski, Oczkowicz po 7 As: trzech zawodników po 3 |  | Wrocław Sędziowie: Marek Januszonek, Jacek Litawa, Bartosz Puzoń |

| 11 maja 2013 20:00 | Raport | MOSiR Krosno 85 – 93 WKS Śląsk Wrocław                            | MOSiR Krosno 85 – 93 WKS Śląsk Wrocław | MOSiR Krosno 85 – 93 WKS Śląsk Wrocław           | OT | Krosno Sędziowie: Adam Krasucki, Adam Wierzman, Maciej Guzik |
| 11 maja 2013 20:00 | Raport | Rezultaty w kwartach: 22–25, 24–11, 14–21, 16–19 OT: 9–17         |                                        |                                                  | OT | Krosno Sędziowie: Adam Krasucki, Adam Wierzman, Maciej Guzik |
| 11 maja 2013 20:00 | Raport | Pkt: Łączyński, Pisarczyk po 21 Zb: Salamonik 10 As: Łączyński 11 |                                        | Pkt: Flieger 18 Zb: Ł. Diduszko 10 As: Flieger 5 | OT | Krosno Sędziowie: Adam Krasucki, Adam Wierzman, Maciej Guzik |

| 12 maja 2013 18:00 | Raport | MOSiR Krosno 50 – 59 WKS Śląsk Wrocław                          | MOSiR Krosno 50 – 59 WKS Śląsk Wrocław | MOSiR Krosno 50 – 59 WKS Śląsk Wrocław                       |  | Krosno Sędziowie: Dariusz Nejman, Jacek Litawa, Andrzej Walczak |
| 12 maja 2013 18:00 | Raport | Rezultaty w kwartach: 7–15, 23–23, 14–10, 6–11                  |                                        |                                                              |  | Krosno Sędziowie: Dariusz Nejman, Jacek Litawa, Andrzej Walczak |
| 12 maja 2013 18:00 | Raport | Pkt: Łączyński 14 Zb: Misiewicz, Oczkowicz po 7 As: Łączyński 4 |                                        | Pkt: Ł. Diduszko 17 Zb: Hyży 14 As: czterech zawodników po 2 |  | Krosno Sędziowie: Dariusz Nejman, Jacek Litawa, Andrzej Walczak |
| 12 maja 2013 18:00 | Raport | WKS Śląsk Wrocław wygrywa serię 3–1                             |                                        |                                                              |  | Krosno Sędziowie: Dariusz Nejman, Jacek Litawa, Andrzej Walczak |

## Klasyfikacja końcowa
| Lp. | Klub                         |
| --- | ---------------------------- |
|     | WKS Śląsk Wrocław            |
|     | MOSiR Krosno                 |
|     | AZS WSGK Kutno               |
| 4.  | PC SIDEn Toruń               |
| 5.  | MKS Dąbrowa Górnicza         |
| 6.  | Sokół Łańcut                 |
| 7.  | Spójnia Stargard Szczeciński |
| 8.  | Start Lublin                 |
| 9.  | Stal Ostrów Wielkopolski     |
| 10. | AZS Radex Szczecin           |
| 11. | Znicz Basket Pruszków        |
| 12. | Polonia Przemyśl             |
| 13. | AZS Politechnika Poznań      |
| 14. | Astoria Bydgoszcz            |
| 15. | SKK Siedlce                  |
| 16. | UMKS Kielce                  |